# Monte Evans
El monte Evans o monte Blue Sky (en inglés Mount Evans) es un pico en la cordillera Front (Montañas Rocosas), situado en el centro del estado de Colorado (Estados Unidos). Está situado en el límite entre los condados de Lake y Park y según el Servicio de Información de Nombres Geográficos de los Estados Unidos su cima se encuentra a una altitud de 4350 m s. n. m. (14 271 pies).